# Народна Република Бенин
Народна Република Бенин (фр. République populaire du Bénin), била је социјалистичка држава у Гвинејском заливу. Народна република је проглашена 30. новембра 1975. године, убрзо након пуча у Републици Дахомеј, који је извршио Матје Кереку. Постојала је све до 1. марта 1990, иако су референце на марксизам-лењинизам у Уставу биле укинуте још 1989. године.

## Историја
Дана 26. октобра 1972, мајор Матје Кереку извршио је државни удар у тадашњој Републици Дахомеј, свргнувши с власти председника Жистина Аомадегбеа. Кереку је током прве две године своје владавине темељио своју политику на афричком национализму. Дана 30. новембра 1974. године, Кереку је у јавном говору у граду Абомеј обзнанио прелазак владе на марксизам-лењинизам. Истог дана основана је и марксистичка Народна револуционарна партија Бенина.
Дана 30. новембра 1975. године, Кереку је као темељну идеологију државе прогласио марксизам-лењинизам. Тако је и Република Дахомеј променила име у Народна Република Бенин, у част некадашњег Краљевства Бенин. Проглашен је и нови устав по којем је Народна револуционарна партија Бенина постала једина легална и владајућа партија у држави. На изборима одржаним 1979. и 1984. године, партија је освојила 97,9%, односно 98,1% гласова.
У држави је убрзо била покренута национализација нафтне индустрије и банака. Кереку је Бенин тада називао „Афричком Кубом“. Држава је успоставила пријатељске односе са Совјетским Савезом, Кубом и осталим социјалистичким републикама у Африци, попут НР Конга, НР Анголе и осталих.
Јануара 1977. године, извршен је безуспешан покушај државног удара против Керекуа, назван „Операција шкамп“. Вођа операције био је плаћеник Боб Денард, а удар су подржале и Француска, Габон и Мароко. Покушај удара додатно је очврснуо државне структуре.
Земља је до краја 1980-их запала у економску кризу, због чега је Кереку покренуо економске реформе у смеру слободног тржишта. Крајем 1989. године, услед промена у Источном блоку, дозвољено је оснивање и деловање осталих странака, а 1. марта 1990, службено је укинута народна република и проглашена Република Бенин. Матје Кереку је сишао с власти након избора 1991. године.